# Марта Фаріон
Марта Фаріон (англ. Marta Farion, нар. 1947, Рим, Італія) — американська юристка та громадська активістка українського походження. Президентка Києво-Могилянської фундації Америки, Сполучені Штати Америки.

## Життя і діяльність
Народжена у Римі, в Італії в сім'ї українських емігрантів, втікачів від воєнних загроз, у піврічному віці переїхала з сім'єю до Буенос-Айреса, де прожила до 14 років, а опісля перебралась до Чикаго, США. Вона здобула ступінь доктора юриспруденції в Коледжі права Чикаго-Кент, а також ступені магістра та бакалавра у Чиказькому університеті Лойоли.
Марта Фаріон 20 років працювала юридичним консультантом у науково-дослідній компанії, де займалася питаннями кадрів, бізнесу та комерційними операціями.
Марта Фаріон є членом ради директорів Western NIS Enterprise Fund, — американського фонду, який інвестує в інноваційні, орієнтовані на реформи програми з підтримки України і Молдови. Вона також віцепрезидентка Іллінойського відділу Українського Конґресового Комітету Америки (УККА) та членкиня національної Ради директорів УККА. Марта Фаріон належить до Chicago Bar Association та її українського крила, служить радником багатьох громадських об'єднань, як Filed Museum Women's Board, University Club, Chicago Council on Global Affair's President's Circle, Українського інституту модерного мистецтва (Ukrainian Institute of Modern Art), багато років була на Раді Чиказького музичного фестивалю Chicago Grant Park Music Festival та інших добровільних об'єднань.
Марта Фаріон очолює працю над проєктом Електронної бібліотеки України (ELibUkr), на який отримала грант від USAID. Протягом 13-річного перебування на посаді голови Комітету міст-побратимів Марта Фаріон організувала та залучала кошти для проведення важливих міжнародних програм для співробітництва між Чикаго та Києвом. Вона брала участь в офіційному візиті мера Чикаго Річарда М. Дейлі до Києва, Варшави та Кракова.

## Відзнаки
Нагороджена Орденом Ярослава Мудрого IV ст. за вагомий особистий внесок у розвиток міждержавного співробітництва, зміцнення міжнародного авторитету України, популяризацію її історико-культурної спадщини.